# Cassino do Chacrinha
Cassino do Chacrinha foi um programa de auditório da televisão brasileira exibido pelas tardes de sábado na TV Globo, entre 6 de março de 1982 até 2 de julho de 1988. Era apresentado por Chacrinha. 

## História
O programa era gravado no antigo Teatro Fênix, no Rio de Janeiro, e trazia show de talentos de jovens calouros com júri, e apresentações musicais. Muitos artistas de sucesso na década de 1980 se tornaram populares graças às participações no programa.
Em 1988, com Chacrinha já doente, o programa passa a ser coapresentado e até mesmo substituído por Paulo Silvino e por João Kléber.
O último Cassino do Chacrinha foi exibido em 2 de julho de 1988. O "Velho Guerreiro", como também ficou conhecido, morreu em 30 de junho de 1988, vitimado por um câncer de pulmão.
Era um programa de auditório que apresentava atrações musicais e show de calouros. Foi também um dos mais populares programas da televisão brasileira na década de 1980. 

## Reprises
Em 10 de março de 2014, o programa passa a ser reapresentado nas noites de segunda, às 20h30, pelo canal Viva. Além desse horário, o Cassino do Chacrinha ganhou dois horários alternativos: aos sábados às 17h45 e domingos às 20h45.